# 타기르 하이불라예프
타기르 카말루디노비치 하이불라예프(러시아어: Таги́р Камалуди́нович Хайбула́ев, 1984년 7월 24일~)는 러시아의 전직 유도 선수이다. 2012년 하계 올림픽 남자 하프헤비급에서 금메달을 획득했으며 세계 선수권 대회에서 금메달 1개, 유럽 선수권 대회에서 금메달 1개를 획득했다.

## 초기 경력
1984년 키질류르트의 아바르인 가정에서 태어났으며 사촌인 아르센과 샤밀은 레슬링 선수로 활동하기도 했다. 1995년 가족들과 함께 사마라로 이사했으며 이 시기에 유도를 시작했다. 이후 사마라 경제 대학교를 졸업했다.
11세 때 유도를 시작한 하이불라예프는 운동 선수 전형으로 러시아 내무부 경찰이 되었다. 또한 2004년에 처음 러시아 국가대표로 발탁되었다. 같은 해에 국제 대회에 처음으로 출전했으며 12월에 러시아 모스크바에서 열린 2004년 세계 대학 선수권 대회에서 독일의 게르하르트 뎀프의 뒤를 이어 준우승을 차지했다. 2005년 1월에는 모스크바 슈퍼 월드컵에서 3위에 입상했고 6월에 이탈리아 코리도니아에서 열린 트레 토리 대회에서도 3위에 올랐다. 10월에는 헝가리 데브레첸에서 열린 2005년 유럽 팀 선수권 대회에서 러시아팀의 3위 입상에 기여했다. 이후 11월에는 우크라이나 키이우에서 열린 2005년 유럽 U-23 선수권 대회에 참가했으며 첫 상대인 폴란드의 크시슈토프 벵글라시에게 패하며 대회를 마쳤다.
2006년 2월에는 조지아 트빌리시에서 열린 유도 월드컵에서 개최국 대표인 이라클리 치레키제의 뒤를 이어 준우승을 차지했으며 3월에 체코 프라하에서 열린 월드컵에서는 그리스의 일리아스 일리아디스와 프랑스의 메디 칼둔에게 발목을 잡히며 탈락했다. 4월에는 모스크바 슈퍼 월드컵에 출전했으나 프랑스의 프레데리크 스티젤만과 몽골의 바트바야링 아리옹에드레네에게 밀려 입상에 실패했으나 같은 해 11월에는 모스크바에서 열린 2006년 유럽 U-23 선수권 대회에 참가하여 벨라루스의 야우헨 뱌둘린과 함께 동메달을 획득했다. 2007년 4월 모스크바에서 열린 유럽 경찰 선수권 대회에서 몰도바의 세르지우 레마렌코의 뒤를 이어 준우승을 한 후로는 5월에 루마니아 부쿠레슈티에서 열린 월드컵에서 스페인의 다비드 알라르사에게 패하여 7위를, 8월에 독일 브라운슈바이크에서 열린 독일 오픈 대회에서도 영국의 유언 버턴에게 패하여 7위를 했다. 같은 해 10월 아제르바이잔 바쿠에서 열린 월드컵에서는 프랑스의 마티외 다프레비유를 꺾으면서 독일의 미하엘 핀스케와 함께 동메달을 획득할 수 있었으며 이듬해인 2008년 4월에는 스위스 루체른에서 열린 스위스 오픈에서 네덜란드의 브리안 빙언을 꺾으며 국제 대회 첫 우승을 차지했다. 이후 12월에 리비아 트리폴리에서 열린 세계 경찰 선수권 대회에서 -100kg급 동메달을, 무제한급에서 이집트의 아므르 유세프 유세프를 꺾으면서 금메달을 획득했다.

## 국제적인 활약과 런던 올림픽
2009년 1월 트빌리시 월드컵에서 뱌둘린을 꺾고 금메달을 따냈으며 3월에 폴란드 바르샤바에서 열린 월드컵에서는 프랑스의 시릴 마레에게 패하면서 탈락했다. 이후 4월에는 트빌리시에서 열린 2009년 유럽 선수권 대회에서 네덜란드의 헹크 흐롤을 누르고 우승을 차지했다. 같은 해 7월에는 진델핑겐에서 열린 독일 오픈에서 개최국 독일의 디미트리 페터스를 꺾고 금메달을 획득했으며 8월에 네덜란드 로테르담에서 열린 2009년 세계 선수권 대회에서는 1차전 상대인 마케도니아의 필리프 요베스키를 꺾었으나 2차전 상대인 카자흐스탄의 막심 라코프에게 패하여 탈락했다. 11월에는 아랍에미리트 아부다비에서 열린 그랑프리 대회에서 이집트의 라마단 다르위시를 꺾고 우승했으며 이듬해인 2010년 1월에는 대한민국 수원에서 열린 월드 마스터스 대회에서 체코의 루카시 크르팔레크를 꺾었으나 개최국 대한민국의 황희태에게 패하며 탈락했다. 4월에는 오스트리아 빈에서 열린 2010년 유럽 팀 선수권 대회에서 러시아팀의 동메달 획득에 기여했다. 같은 해 5월에는 브라질 리우데자네이루에서 열린 그랜드 슬램 대회에서는 프랑스의 마레에게 패했으나 같은 달 상파울루에서 열린 월드컵에서 개최국 브라질의 루시아누 코헤아의 뒤를 이어 은메달을 차지했다. 7월에 모스크바에서 열린 그랜드 슬램에서도 코헤아에게 패하여 은메달을 획득했으며 9월에 일본 도쿄에서 열린 2010년 세계 선수권 대회에서는 우크라이나의 비야체슬라우 데니소우를 꺾었으나 다음 상대인 몽골의 나이당깅 투브신바야르에게 패하여 탈락했다. 그 해 10월에는 이탈리아 로마에서 열린 월드컵에서 브라질의 레오나르두 레이치를 꺾으면서 우승했으며 11월에 열린 아부다비 그랑프리 대회와 12월에 열린 도쿄 그랜드 슬램에서 동메달을 획득했다.
2011년 1월 바쿠에서 열린 월드 마스터스 대회에서 대표팀 동료인 세르게이 사모일로비치의 뒤를 이어 은메달을 따냈으며 4월에 튀르키예 이스탄불에서 열린 2011년 유럽 선수권 대회에서는 2차전 상대인 독일의 디노 파이퍼에게 패해 탈락했다. 이후 5월에 모스크바 그랜드 슬램에서 프랑스의 마레에게 패했으나 8월 프랑스 파리에서 열린 2011년 세계 선수권 대회에서 벨기에의 엘코 판 데르 헤이스트와 카자흐스탄의 라코프를 꺾으면서 우승을 차지했다. 
이듬해인 2012년 3월 올림픽을 앞두고 보스니아 헤르체고비나 사라예보에서 열린 유도 유러피언컵에서 영국의 애덤 홀을 꺾으며 우승했고 6월에 스페인 마드리드에서 열린 월드컵에서도 체코의 크르팔레크를 꺾으며 우승을 차지했다. 같은 해 8월 영국 런던에서 열린 2012년 하계 올림픽에 참가하면서 선수 경력 처음으로 올림픽에 출전했다. 그는 예선 D조에 배속되었으며 첫 상대인 벨기에의 판 데르 헤이스트를 시작으로 벨라루스의 뱌둘린, 체코의 크르팔레크를 꺾고 준결승에 진출했다. 준결승에서 대결한 독일의 페터스를 상대로는 점수를 내지 못했으나 심판들의 판정으로 승리를 거뒀으며 결승에서 지난 올림픽 우승자인 몽골의 투브신바야르를 2분 14초 만에 한판승으로 꺾으며 금메달을 차지했다. 이 경기는 러시아 대통령인 블라디미르 푸틴이 직접 지켜보기도 했으며 하이불라예프는 푸틴의 축하를 받았다. 대회 종료 후에는 올림픽 금메달 획득이라는 공로로 러시아 정부로부터 우애훈장을 받았다.

## 런던 올림픽 이후
2013년 3월 아르헨티나 부에노스아이레스에서 열린 팬아메리칸 오픈에서 브라질의 코헤아의 뒤를 이어 준우승을 차지했으며 2014년 1월에는 아이슬란드 레이캬비크에서 열린 레이캬비크 오픈 대회에서 개최국 아이슬란드의 소르 다비손을 꺾으며 우승을 했다. 같은 해 7월 몽골 울란바토르에서 열린 그랑프리 대회에 참가하여 독일의 카를리하르트 프라이를 꺾으며 우승을 차지했으며 같은 달 중화민국 타이베이에서 열린 아시안 오픈에서 중화 타이베이의 훙이즈와 세르비아의 스테판 유리시치에게 패하며 5위를 기록했다. 이후 8월에는 러시아 첼랴빈스크에서 열린 2014년 세계 선수권 대회에서 페터스와 우즈베키스탄의 소이프 쿠르바노프, 흐롤를 꺾었으나 크르팔레크와 프라이에게 패하여 5위로 대회를 마쳤다.
2015년 6월 헝가리 부다페스트에서 열린 그랑프리 대회에서 첫 상대인 쿠바의 호세 아르멘테로스에게 패하여 탈락했으며 7월에는 울란바토르 그랑프리에 출전했으나 일본의 에런 울프에게 패하며 탈락했다. 같은 달에 열린 타이베이 아시안 오픈에서는 대한민국의 원종훈의 뒤를 이어 준우승을 차지했다. 이후 11월에는 아부다비 그랑프리에서 크르팔레크를 꺾고 우승했으며 대한민국 제주에서 열린 제주 그랑프리에서는 대한민국의 조구함에게 패했으나 브라질의 코헤아를 꺾으며 동메달을 획득했다.
이듬해인 2016년 2월에는 독일 뒤셀도르프에서 열린 그랑프리에 참가했으나 첫 상대인 네덜란드의 미카엘 코럴에게 패하며 탈락했다. 같은 해 5월에는 멕시코 과달라하라에서 열린 유도 마스터스 대회에서 첫 상대인 스웨덴의 마르틴 파세크에게 탈락했다. 두 대회에서 첫 상대에게 패했으나 6월 마드리드 월드컵에서는 프랑스의 클레망 들베르를 꺾으며 우승을 차지했다. 이후 올림픽을 앞둔 7월에 슬로바키아 브라티슬라바에서 열린 유러피언컵에서 체코의 미할 미르바를 꺾었으나 2차전 상대인 우크라이나의 세멘 라키타과 독일의 다니엘 헤르프스트에게 패하여 5위로 대회를 마쳤다. 유러피언컵 이후 8월에 브라질 리우데자네이루에서 열린 2016년 하계 올림픽에 참가했으며 첫 상대인 아제르바이잔의 엘마르 가스모프에게 패하면서 탈락했다.
리우데자네이루 올림픽 이후 더 이상 경기에 출전하지 않았으며 2017년 12월 17일에 현역 은퇴를 선언했다.